# The Anderson Tapes
The Anderson Tapes (bra: O Golpe de John Anderson; prt: O Dossier Anderson) é um filme estadunidense de 1971, dos gêneros comédia dramática, policial e suspense, dirigido Sidney Lumet, com roteiro de Frank R. Pierson baseado no livro de Lawrence Sanders e trilha sonora de Quincy Jones.

## Sinopse
Um ex-presidiário organiza e executa o plano do roubo de um edifício, mas estranhamente todos seus passos são monitorados por câmeras.

## Elenco
- Sean Connery ....... Duke Anderson
- Dyan Cannon ....... Ingrid
- Martin Balsam ....... Haskins
- Ralph Meeker ....... Capitão da Polícia 'Iron Balls' Delaney
- Alan King ....... Pat Angelo
- Christopher Walken ....... o garoto
- Val Avery ....... Parelli
- Dick Anthony Williams ....... Spencer
- Garrett Morris ....... Oficial Everson
- Stan Gottlieb ....... Pop
- Paul Benjamin ....... Jimmy
- Anthony Holland ....... psicólogo
- Richard B. Shull ....... Werner (como Richard B. Schull)
- Conrad Bain ....... Dr. Rubicoff
- Margaret Hamilton  ....... Miss Kaler